# 横市镇 (赣州市)
横市镇，是中华人民共和国江西省赣州市南康区下辖的一个乡镇级行政单位。

## 行政区划
横市镇下辖以下地区：
相安社区、横市村、大元村、大姑村、大陂村、罗山村、土桥村、西湖村、禾田村、长南村、增坑村、稿背村、新坑村和蔡屋村。